# Junonia stygia
Junonia stygia är en fjärilsart som beskrevs av Aurivillius 1894. Junonia stygia ingår i släktet Junonia och familjen praktfjärilar. Inga underarter finns listade i Catalogue of Life.